# Gonzalo Bergessio
Gonzalo Rubén Bergessio (Córdoba, 20 juli 1984) is een Argentijns voormalig voetballer die bij voorkeur als aanvaller speelde. Hij kwam onder andere uit voor Racing Club, Benfica, Sampdoria en Nacional. Hij speelde drie interlands voor het Argentijns voetbalelftal.

## Clubcarrière
Bergessio speelde vanaf 2000 in Argentinië bij CA Platense, Instituto ACC en Racing Club. Door zijn vele doelpunten viel hij op en verdiende hij in 2007 een transfer naar SL Benfica. Hij kwam slechts negen keer uit voor de Portugese club. Na nog een zeer productief jaar in Argentinië bij CA San Lorenzo de Almagro, wist hij door te breken in Europa. 

### AS Saint-Étienne
Zijn eerste grote club naast Benfica, waar hij niet wist door te breken, was AS Saint-Étienne, dat uitkwam in de Ligue 1. In het seizoen 2009/10 was hij vaste spits van de ploeg en wist regelmatig te scoren. Het seizoen erna kreeg hij minder speeltijd, waardoor hij werd verhuurd aan Catania FC.

### Catania
Voor de rest van het seizoen 2010/11 werd Bergessio verhuurd aan het Italiaanse Calcio Catania, wat uitkwam in de Serie A. In de resterende 13 wedstrijden van het seizoen scoorde hij vijf keer, waardoor Catania hem definitief overnam. Mede dankzij Bergessio wist Catania goede resultaten te boeken in de seizoenen 2011/12 en 2012/13, maar in het seizoen 2013/14 degradeerde club.

### Sampdoria
Na de degradatie van Catania werd Bergessio overgenomen door UC Sampdoria. Hierdoor bleef Bergessio in de Serie A. Hij kreeg een stuk minder speeltijd bij Sampdoria, en moest het vooral doen met invalbeurten. Hij kwam 24 keer uit voor de club, waarin hij twee keer wist te scoren. Het seizoen 2014/15 was het laatste seizoen van Bergessio in Europa, voor hij terug naar Latijns-Amerika vertrok.

### Vervolgcarrière
Bergessio verkaste van UC Sampdoria naar het Mexicaanse Atlas Guadalajara. Hier speelde hij één seizoen; hij kwam 37 keer uit met acht doelpunten. Vervolgens ging hij naar zijn thuisland; hij speelde achtereenvolgend bij CA San Lorenzo de Almagro en CA Vélez Sarsfield, beide nog steeds op het hoogste niveau van Argentinië

### Nacional
In 2018 maakte Bergessio de overstap naar het Uruguayaanse Club Nacional de Football. In zijn eerste seizoen bij de club wist hij 20 keer te scoren, mede waardoor Nacional kampioen werd en ook de Supercopa Uruguaya won. Het seizoen erna werd Nacional weer kampioen. Daarnaast werd Bergessio topscorer van de Uruguayaanse competitie en werd uitgeroepen tot speler van het jaar. In 2020/21 won Nacional nogmaals de superbeker en werd Bergessio weer topscorer. In vier seizoenen speelde hij 174 wedstrijden voor Nacional, waarin hij 91 keer scoorde.

### Carrièreafsluiting
In 2022, op 38-jarige leeftijd, verliet Bergessio Nacional en keerde hij terug bij zijn oude club CA Platense. Hier speelde hij nog één seizoen. In het seizoen 2023/24 speelde hij nog bij CSyD Tristán Suárez, waarna hij met pensioen ging.

## Interlandcarrière
Bergessio debuteerde voor Argentinië op 15 oktober 2008 in een WK-kwalificatiewedstrijd tegen Chili. Hij viel in tijdens de rust en speelde de volledige tweede helft mee. Op 20 mei 2009 maakte hij twee doelpunten in een vriendschappelijke wedstrijd tegen Panama. Zijn laatste wedstrijd dateert van 10 juni 2009. In die kwalificatiewedstrijd verloor Argentinië met 2–0 uit bij Ecuador. Bergessio viel na 66 minuten bij een 0–0 stand in voor Carlos Tévez.

## Erelijst
Nacional
- Primera División (2x): 2018/19, 2019/20
- Supercopa Uruguaya (2x): 2018/19, 2020/21
- Topscorer van de Primera División (2x): 2019/20, 2020/21
- Voetballer van het jaar van Uruguay (1x): 2019/20